# Glory to the Filmmaker!
Pour plus de détails, voir Fiche technique et Distribution.
Glory to the Filmmaker! (監督・ばんざい!, Kantoku Banzai!, littéralement « Vive le réalisateur! »)  est une comédie de 2007 réalisée et interprétée par le cinéaste japonais Takeshi Kitano. Il sort en France en août 2008.

## Fiche technique
- Réalisation et scénario : Takeshi Kitano
- Pays d'origine :  Japon

## Distribution
- Beat Takeshi
- Susumu Terajima
- Yuki Uchida
- Anne Suzuki
- Ren Osugi
- Kayoko Kishimoto
- Toru Emori
- Keiko Matsuzaka